# El inmortal (película)
El inmortal es una película francesa del director y actor Richard Berry estrenada en marzo de 2010. El rodaje comenzó el 23 de febrero de 2009 en Marsella y prosiguió allí durante seis semanas, continuó en Aviñón a principios de abril de 2009, y siguió durante 8 semanas en París.

## Argumento
La película narra la historia real de Jacques Imbert, cuyos apodos fueron «Jacky Imbert» y «Jacky Le Mat» (le mat, en provenzal, significa «el loco»). Imbert trató con la mafia marsellesa de los años 1970, decepcionándola tras decidir dejar de trabajar con ella para poder vivir el resto de su vida sin problemas. Tres años después se lo dio por muerto en un estacionamiento de Cassis tras recibir 22 balazos por miembros de la mafia marsellesa. Imbert fue atendido en urgencias, y su rostro y su cuerpo fueron reconstruidos gracias a la cirugía. Una vez recuperado, fue vengándose de cada uno de sus ejecutores.

## Reparto
- Jean Reno: Charly Matteï (personaje inspirado en la vida de Jacques Imbert «Le Mat»)
- Kad Merad: Tony Zacchia  (el jefe de la mafia, personaje inspirado en la vida del mafioso Tany Zampa)
- Marina Foïs: Marie Goldman (la policía que investiga el caso)
- Jean-Pierre Darroussin: Martin Beaudinard
- Richard Berry: Aurelio Rampoli
- Max Baissette de Malglaive: Anatole Matteï
- Claude Gensac: Señora Fontarosa
- Grégory Gatignol: Martin Beaudinard de joven
- Fani Kolarova: Christelle Mattei
- Venantino Venantini: Padovano
- Joséphine Berry: Eva
- Moussa Maaskri: Karim
- Sandra El Ouni: Zohra, hija de Karim
- Mélèze Bouzid: Nadia, la segunda hija de Karim
- Carlo Brandt: Fontarosa
- Denis Braccini: Le boumian
- Daniel Lundh: Malek Telaa
- Gabriella Wright: Yasmina Telaa
- Christian Mazzuchini: Bastien
- Dominique Thomas: Papalardo
- Philippe Magnan: Pothey
- Catherine Samie: Stella Matteï
- Jessica Forde: Clothilde
- Joey Starr: El pistachero
- Xavier Lemaitre: El policía del obispado
- Karlos Granada: Journaliste TV
- Fanny Delaporte: mujer en el estacionamiento
- Guillaume Gouix: Le morvelous
- Luc Palun: Pascal Vasetto
- Lucie Phan: Pat
- Martial Bezot: Frank Rabou
- Jean-Jérôme Esposito: Rochegude
- Boris Baum: Spontini hijo
- Laurent Casanova: Peatón
- Cédric Appietto: Marco Echinard
- Charlotte Marcoueille: Camarera en el restaurante
- Florian Marcaillou: El cirujano